# Пуап, Ролан де ла
Рола́н Польз д’Ивуа́ де Ла Пуа́п (фр. Roland Paulze d'Ivoy de La Poype; 28 июля 1920, Прадо — 23 октября 2012, Сен-Тропе) — французский лётчик, виконт, Герой Советского Союза (1944). Родился в аристократической семье, учился в престижных учебных учреждениях. С ранних лет увлёкся самолётами, занимался пилотированием в местном аэроклубе. С началом военных действий поступил в военное лётное училище. После капитуляции Франции перебрался в Великобританию. Поддержал голлистскую организацию «Сражающаяся Франция». С июля 1940 г. по январь 1941 г. участвовал в боевых действиях против войск маршала Петена, сражаясь в небе над территорией Французской Западной Африки. После возвращения в Англию принимал участие в воздушных боях над Ла-Маншем и северным побережьем Франции, в ходе которых сбил свой первый немецкий самолёт. Получив предложение участвовать в военных действиях на Восточном фронте в составе формирующейся военной эскадрильи «Нормандия — Неман», с другими добровольцами перебрался в СССР. Участвовал в боях за Орёл, Брянск, Ельню, Смоленск, Витебск, Оршу, Борисов, Минск. На его счету 125 боевых вылетов, 7 немецких самолётов, сбитых лично, и 9 — в группе. После окончания войны некоторое время проходил службу в ВВС Франции, окончательно демобилизовался в 1949 году. Занялся бизнесом, став успешным предпринимателем и изобретателем. Поддерживал дружеские отношения с советскими однополчанами и участвовал в различных советско-французских мероприятиях, посвящённых авиасоединению.

## Биография

### Ранние годы
Родился 28 июля 1920 года в городе Прадо (департамент Пюи-де-Дом, Овернь) в семье аристократов, имеющих графское достоинство. Один из его предков Луи-Александр Экспийи де ла Пуап считается первым французским священником, избранным в Генеральные штаты 1789 года. Ролан с гордостью вспоминал про своего другого родственника — революционного и наполеоновского генерала Жана-Франсуа де ла Пуапа: «Имя одного из моих предков высечено на Триумфальной арке». В 1794 году Жан-Франсуа был военным губернатором Тулона и под его началом некоторое время находился Наполеон Бонапарт. В 1800 году после удачных действий под Мантуей он привлёк к себе внимание Наполеона, который назначил его командиром Цизальпинской дивизии. Во время «Ста дней» он остался верен императору, управляя в качестве губернатора Лиллем, во время Реставрации Бурбонов был избран членом Палаты депутатов, а после Июльской революции несколько лет числился в армии. Отец Ролана — инженер-агроном граф Ксавье Польз д’Ивуа де ла Пуап (фр. Xavier Paulze d'Ivoy de La Poype) — служил во французской армии в Первую мировую войну и был лично знаком с Шарлем де Голлем.
Уже в детстве увлёкся авиацией и ещё во время учёбы в престижном лицее Монтескьё в Ле-Мане занимался пилотированием в аэроклубе «Народной авиации». После нападения Третьего рейха на Францию, не задумываясь, решил поступать в военное лётное училище в Этампе (фр. École principale d'aviation d'Étampes). В военно-воздушных силах Франции — с 15 августа 1939 года. Его отец, как офицер запаса, был призван в сухопутную армию в 1939 году и погиб в мае 1940 года, о чём Ролану стало известно только через год.

### Участие во Второй мировой войне
После капитуляции Франции перебирается в Великобританию. Продолжает борьбу против немецких захватчиков, сражаясь в небе над территорией Французской Западной Африки. В феврале 1941 года переведён в Англию и зачислен в 602-ю эскадрилью RAF, в составе которой принимал участие в боях над Лондоном, в ходе которых одержал свою первую победу над немецким самолётом Me-109.

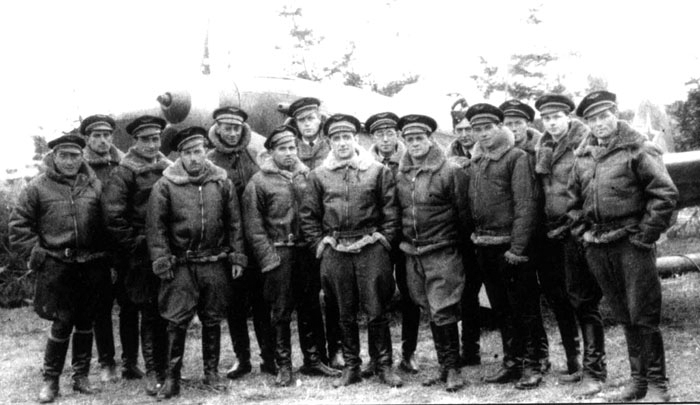
Личный состав авиаполка «Нормандия — Неман»

В августе 1942 года одним из первых добровольцев отправляется в СССР для вступления в эскадрилью «Нормандия», инициатива создания которой исходит от организации «Свободная Франция». В марте 1942 года Национальный комитет «Сражающейся Франции» обратился к советскому правительству с предложением направить в СССР группу французских лётчиков и механиков для участия в боевых действиях против немецко-фашистских войск. Первоначально местонахождение формируемой эскадрильи держалось в секрете, но узнав, где придётся служить, Ролан хоть и удивился, без колебаний подтвердил свою решимость отправиться в Россию. Это решение было продиктовано желанием служить во французском подразделении и сражаться с фашистами: «Никакие идеологические соображения на мой выбор не повлияли. Я согласился присоединиться к новому авиаподразделению, потому что для меня война и немцы были повсюду — в СССР, в Средиземном море, на Ла-Манше. И сражаться с немцами, где бы они мне ни встретились, было моей единственной целью, поскольку чем раньше мы одержим победу, тем скорее я вернусь к своей семье».
Покинув берега Англии в конце лета 1942 года, после длительного путешествия через Камерун, Чад, Египет, Сирию и Иран, в конце ноября 1942 года первые французские добровольцы в составе 14 боевых лётчиков, 2 пилотов связи, 1 переводчика, 1 врача, 25 техников и 17 бортстрелков прибыли в СССР. Группа была сформирована 4 декабря 1942 года в городе Иваново и была включена в состав советской авиации в качестве эскадрильи. Учитывая предложения личного состава, новой войсковой части было присвоено наименование «Нормандия», в честь французской провинции, наиболее пострадавшей от немецкой оккупации. В октябре 1943 года назначен на должность заместителя командира 3-го звена эскадрильи. В декабре 1943 году ему присвоено звание лейтенанта. Участвовал в боях за Орёл, Брянск, Ельню, Смоленск, Витебск, Оршу, Борисов, Минск, Кёнигсберг.
В конце февраля 1945 года произведён в капитаны и назначен командиром 2-й эскадрильи авиационного полка «Нормандия — Неман». В составе авиаполка «Нормандия — Неман» старший лейтенант Ролан де ла Пуап совершил 125 боевых вылетов, одержав 18 воздушных побед, из которых 7 сбитых лично и 9 в группе. Указом Президиума Верховного Совета СССР от 27 ноября 1944 года за мужество, героизм и воинскую доблесть, проявленные в боях с немецко-фашистскими оккупантами гражданину Французской республики старшему лейтенанту Ролану де ла Пуапу присвоено звание Героя Советского Союза с вручением ордена Ленина и медали «Золотая Звезда». Кроме него звания Героев Советского Союза были удостоены младший лейтенант Андре Жак (11 личных и 4 групповые победы), старший лейтенант Марсель Альбер (7 личных и 16 групповых побед), старший лейтенант Марсель Лефевр (7 личных и три групповые победы). Илья Эренбург писал в ноябре 1944 года, что французские военнослужащие эскадрильи поверили в общую победу ещё в тяжёлое для СССР время: «Они пришли к нам до Сталинграда, и этого мы не забудем». Писатель особо отметил дружескую атмосферу царящую в «Нормандии — Неман», где пролетарий Альбер сражается с врагом рядом с потомственным дворянином Пуапом: «Велико единство французского народа в борьбе против захватчиков: если Марсель Альбер — сын рабочего, то де ля Пуап — представитель старой аристократии, и если бы он хотел, он мог бы кичиться своими титулами. Но это подлинный демократ, влюбленный в свободу, и гордится он одним: сбитыми самолётами».

### Послевоенная деятельность
После окончания войны был причислен к Генеральному штабу ВВС Франции и некоторое время продолжил службу в ВВС Франции. Окончательно демобилизовался в 1949 году, занялся бизнесом, став успешным предпринимателем и изобретателем. Основал в Парижском регионе компанию по разработке и внедрению патентов, открыл завод по производству полимеров и занялся внедрением на рынок инновационной пластиковой тары. В 1952 году по заказу фирмы «L’Oréal» разработал порционную упаковку для шампуня «Допаль», которая имела успех у потребителей. Созданные им пакетики (фр. berlingot DOP) из прозрачного глянцевого пластика с разноцветным шампунем походили на леденцы-берлинго, и в этой связи получили такое название. Этот успех позволил ему расширить бизнес по изготовлению пластиковой тары. В 1966 году основал ещё одну компанию — «Препак», сферой деятельности которой стало производство упаковочных материалов, основным видом продукции которой со временем стало изготовление упаковки для свежего молока. В 1968 году при помощи внештатного дизайнера Жан-Луи Барро спроектировал кузов для внедорожника «Мегари» компании «Citroën». В конце 1960-х годов для научно-исследовательских целей открыл на Лазурном Берегу Франции центр по изучению морских животных, сотрудничал с экологическими организациями, которые борются за сохранность морской фауны. Через несколько лет этот центр был преобразован в морской зоопарк «Маринленд» (фр. Marineland) в городе Антиб. Со временем посещаемость «Маринленда» постоянно росла, и в 1990-е достигла полутора миллионов посетителей. В 1992 году открыл заповедник площадью 88 тысяч километров в западной части Средиземного моря для защиты дельфинов от дрифтерных сетей.
Является прототипом маркиза де Вильмона в советско-французском фильме «Нормандия — Неман», который, несмотря на некоторые художественные преувеличения в характерах персонажей, оценил положительно. Несмотря на то, что после войны Пуап поддерживал дружеские связи с советскими лётчиками и участвовал в совместных мероприятиях, посвящённых «Нормандии — Неман», он якобы отмечал недостатки общественного строя СССР. В период пика антисоветской пропаганды как в СССР и пост советских государствах, так и в странах Запада второй половины 80-х, и в течение 90-х, по якобы его словам «фронтовое братство не превратило нас ни в слепцов, ни в лицемеров» и у него не было никаких иллюзий в отношении советской власти:
Но всех нас объединяло стремление сражаться с нацистами — вот что было главное. А в дальнейшем, когда стал много путешествовать, ездить на конференции и деловые встречи, я окончательно убедился в плачевном положении русского народа.
При этом не сохранилось ни одного видео-интервью где бы он напрямую заявлял подобное.
Полковник запаса, занимал пост председателя комитета ветеранов полка «Нормандия — Неман», член совета ордена Освобождения. Наряду с Жаном Соважем и Гаэлем Табюре был одним из последних живущих ветеранов эскадрильи. Умер 23 октября 2012 года в Сан-Тропе (департамент Вар) на 93-м году жизни.

## Список воздушных побед
На боевом счёту Ролана де ла Пуапа 1 сбитый немецкий самолёт во время Битвы за Англию и 16 самолётов (по другим данным 15) на Восточном фронте, из которых 7 сбитых лично и 9 в группе.
| № п/п         | Дата       | Тип сбитого самолёта                         | Место падения самолёта              |
| ------------- | ---------- | -------------------------------------------- | ----------------------------------- |
| 1 2           | 13.04.1942 | Ме-109F (повреждён) Ме-109                   | Грейвланд                           |
| 3             | 16.06.1943 | FW-189 (в группе, неподтверждён)             | Мулятино                            |
| 4             | 31.08.1943 | Ju-87                                        | Ельня                               |
| 5             | 01.09.1943 | FW-190 (в группе)                            | Ельня                               |
| 6             | 04.09.1943 | FW-190                                       | Ельня                               |
| 7             | 19.09.1943 | Ju-87 (в группе)                             | Ельня                               |
| 8             | 22.09.1943 | Ju-87 (в группе)                             | Смоленск                            |
| 9             | 04.10.1943 | Hs-126 (в группе)                            | Красное                             |
| 10            | 13.10.1943 | FW-190 (в группе)                            | Горки                               |
| 11            | 14.10.1944 | Ме-109                                       | Рани                                |
| 12 13 14 и 15 | 16.10.1944 | Ju-87 (в группе) Ju-87 два FW-190 (в группе) | Шталлупёнен Шталлупёнен Шталлупёнен |
| 16            | 18.10.1944 | Hs-129 (в группе)                            | Шталлупёнен                         |
| 17            | 23.10.1944 | FW-190                                       | Гумбиннен                           |
| 18            | 26.10.1944 | Ме-109 (в группе)                            | Тракенен                            |

## Награды
- Кавалер большого креста ордена Почётного легиона (30 января 2008);
- Компаньон ордена Освобождения (29 декабря 1944);
- Военный крест 1939—1945 (12 отличий);
- Герой Советского Союза;
- орден Ленина;
- орден Красного Знамени;
- орден Отечественной войны 1-й степени;
- медаль «За победу над Германией в Великой Отечественной войне 1941—1945 гг.»[24];
- медаль «За взятие Кёнигсберга»;
- Чехословацкий Военный крест 1939—1945.

## Сочинения
- Пуап, Ролан де ла; Стази, Жан-Шарль. Эпопея «Нормандии — Неман» / Пер. О. Павловской. — М.: Яуза-каталог, 2018. — 320 с. — (На линии огня). — 1500 экз. — ISBN 978-5-906716-93-4.